# Криль, Игорь Иванович (футболист)
И́горь Ива́нович Кри́ль (укр. Ігор Іванович Кріль; род. 11 октября 1974, Терновица, Ивано-Франковская область) — украинский футболист, игравший на позиции защитника.

## Биография
Воспитанник ДЮСШ ивано-франковского «Прикарпатья». Дебютировал в профессиональном футболе в 1993 году, проведя половину сезона за прикарпатцев в первой лиге. В следующем сезоне провёл за клуб одну игру в Кубке Украины, после чего был отправлен в тысменницкий «Меховик». Весной 1994 года перешёл в киевский ЦСК ВСУ, в котором выступал до конца года. В 1995 году стал игроком стрыйской «Скалы». Проведя в команде год, играя в первой лиге, в зимнее межсезонье чемпионата 1995/96 вернулся в «Меховик», цвета которого защищал ещё полгода. Затем отправился за границу, став игроком рижского «Университате», выступавшего в местной высшей лиге. В чемпионате Латвии провёл полтора года, в составе команды дебютировал в еврокубках, сыграв два матча в предварительном раунде Кубка обладателей кубков УЕФА в 1996 году.
Вернулся в Украину в 1998 году, подписав контракт с родным «Прикарпатьем». В составе ивано-франковцев дебютировал в высшей лиге чемпионата Украины, 17 марта 1998 года выйдя в стартовом составе в домашнем матче против львовских «Карпат». Выступал за команду на протяжении пяти сезонов, временами также играя за «Меховик» и «Прикарпатье-2». В 2001 году был арендован бурштынским «Энергетиком», по окончании срока аренды покинул «Прикарпатье». Летом 2002 года стал игроком кировоградской «Звезды», в составе которой в дебютном сезоне стал победителем первой лиги чемпионата Украины. Затем ещё половину чемпионата отыграл за кировоградцев в высшем дивизионе, после чего на полгода перешёл в житомирское «Полесье». В 2004 году вернулся в Ивано-Франковск, подписав контракт с местным «Факелом», в составе которого завершил профессиональную карьеру в 2005 году. По завершении выступлений играл за любительские клубы.

## Достижения
- Победитель первой лиги Украины: 2002/03